# Novizenmeister
Als Novizenmeister oder Magister bzw. Magistra (vom lat. Magister novitiorum) bezeichnet man in den Ordensgemeinschaften der römisch-katholischen Kirche jene Ordensmitglieder, die für die Einführung und Ausbildung der Ordensanwärter zuständig sind. 

## Aufgaben
Tritt ein Anwärter einem Orden bei, durchläuft er eine mehrjährige Erprobungs- und Ausbildungszeit und gilt zuerst als Postulant oder Kandidat, nach der Zulassung zum Noviziat als Novize (vom lateinischen noviter, „Neuankömmling“). Der Novizenmeister (oder die Novizenmeisterin) ist damit beauftragt, die Novizen auszubilden und ihnen das Hineinwachsen in das Ordensleben zu erleichtern: In Vorträgen, Einzelgesprächen usw. ist er die erste Ansprechperson in allen Fragen, die die Novizen betreffen. Zugleich prüft er sie auch auf ihre Berufung wie auf ihre Eignung für das Leben im Orden und der Gemeinschaft. Das Kirchenrecht sieht vor, dass der Novizenmeister selbst Mitglied des Ordens sein muss, dessen Anwärter er unterweist, er muss die ewige Profess abgelegt haben und rechtmäßig bestellt sein.
Vor der Zulassung zur Einkleidung und später vor der einfachen und vor der ewigen Profess wird der Novizenmeister um seine Einschätzung gebeten, die naturgemäß eine wichtige Rolle spielt.
Während der anschließenden Studienjahre werden die angehenden Kleriker von einem Klerikermagister oder Studentenmagister (Magister studentorum) begleitet.